# Beach Rats
Beach Rats (engl. für „Strandratten“) ist ein US-amerikanisches Filmdrama von Eliza Hittman, das am 23. Januar 2017 im Rahmen des Sundance Film Festivals seine Weltpremiere feierte. Der Kinostart in Deutschland erfolgte am 25. Januar 2018.

## Handlung
Frankie, ein zielloser Teenager, der am Stadtrand von Brooklyn lebt, hat einen miserablen Sommer. Erst ist sein Vater gestorben, und dann drängt ihn seine Mutter auch noch, endlich eine Freundin zu finden. Frankie versucht, der Trostlosigkeit seines Familienlebens zu entfliehen, indem er online mit älteren Männern flirtet. Als ihm das Chat- und Webcamming nicht mehr genügt, sucht er beim Cruising am Strand Kontakt zu Männern und beginnt gleichzeitig eine Beziehung mit einer jungen Frau. Unter dem Einfluss dreier Freunde, mit denen er regelmäßig Drogen konsumiert, fällt es ihm zunehmend schwerer, sein Doppelleben geheim zu halten.

## Produktion

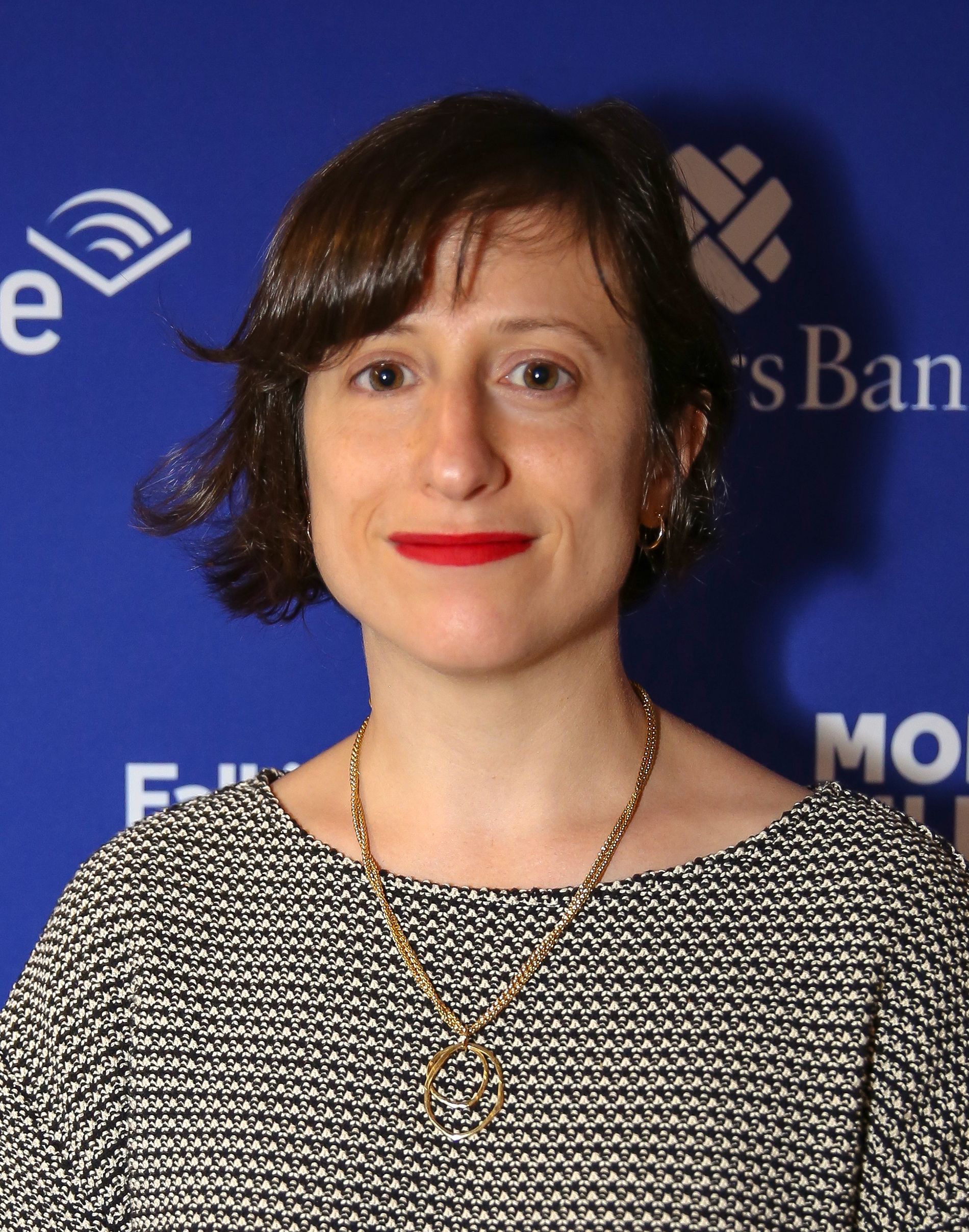
Regisseurin Eliza Hittman

Die Regie führte Eliza Hittman. Sie schrieb auch das Drehbuch zum Film. Hittman wuchs selbst in Brooklyn auf und verbrachte viele Sommer am Strand von Coney Island. Bereits Ende des 19. Jahrhunderts etablierte sich der südlichste Zipfel von Brooklyn als Ort für Prostitution, Glücksspiel und allerlei Zwielichtiges und ist noch heute von Gewalt und prekären sozialen Verhältnissen geprägt. Dass Hittman diesen Ort als Schauplatz für ihren Film gewählt habe, so Jana Weiss von Zeit Online, mache viel von seinem Zauber aus. Die Promenade Coney Islands mit ihren Feuerwerken sei eine ebenso billige Fassade wie die, die Frankie vor seinem Umfeld aufrechtzuerhalten versucht. Weiss weiter: „Er lebt gewissermaßen in einer doppelten Parallelwelt: ganz persönlich, zwischen seinen latent homophoben Kumpels und dem eigenen homosexuellen Begehren.“ Die Filmmusik komponierte Nicholas Leone.
Die Hauptrolle des Frankie wurde mit dem Nachwuchsschauspieler Harris Dickinson besetzt. Kate Hodge übernahm die Rolle von Donna, Erik Potempa spielt Michael, und Madeline Weinstein ist in der Rolle von Simone zu sehen.
Der Film feierte am 23. Januar 2017 im Rahmen des Sundance Film Festivals seine Weltpremiere. Diese wurde auch von Malia Obama besucht, was auf reges Medieninteresse stieß. Im Rahmen des Seattle International Film Festivals 2017 wurde Beach Rats im offiziellen Wettbewerb als Bester Spielfilm für den Großen Preis der Jury nominiert und wurde dort im Mai 2017 in der Sektion New American Cinema gezeigt. Im August 2017 wurde der Film beim Internationalen Filmfestival von Locarno vorgestellt. Im Oktober 2017 wurde der Film beim London Film Festival und beim Filmfest Hamburg gezeigt. Am 25. August 2017 kam der Film in die US-amerikanischen Kinos und am 25. Januar 2018 in die deutschen Kinos.

## Rezeption

### Altersfreigabe
In den USA erhielt der Film von der MPAA wegen des gezeigten Konsums von Drogen, einiger Nacktszenen und der sexuellen Inhalte ein R-Rating, was einer Freigabe ab 17 Jahren entspricht. In Deutschland ist der Film FSK 16. In der Freigabebegründung heißt es: „Die Mischung aus Coming-of-Age- und Coming-out-Story ist weitgehend ruhig erzählt und konzentriert sich auf die einfühlsam gezeichnete Hauptfigur. Kinder und Jugendliche können durch die teils düstere und klaustrophobische Atmosphäre, vulgäre Sprache und den beiläufig gezeigten, häufigen Drogenkonsum irritiert werden. Da letzterer aber kritisch dargestellt ist und die Inszenierung erotischer Szenen und anderer, potenziell überfordernder Momente durchweg zurückhaltend ist, können 16-Jährige sich ausreichend distanzieren.“

### Kritiken
Der Film konnte bislang 84 Prozent der Kritiker bei Rotten Tomatoes überzeugen und erhielt hierbei eine durchschnittliche Bewertung von 7,2 der möglichen 10 Punkte. Bei Metacritic erhielt der Film einen Metascore von 78 von 100 möglichen Punkten.
David Rooney von The Hollywood Reporter beschreibt den Film als düster, verträumt und völlig fesselnd. Es handele sich bei Beach Rats um einen Film, dem die Filmemacherin Eliza Hittman ihren einzigartigen und unverwechselbaren Anstrich verpasst habe und der moderne Poesie mit einer texturalen Sinnlichkeit kombiniere, um die gefährliche Rücksichtslosigkeit hervorzurufen, die im Film oft mit sexuellen Erfahrungen einhergehe.

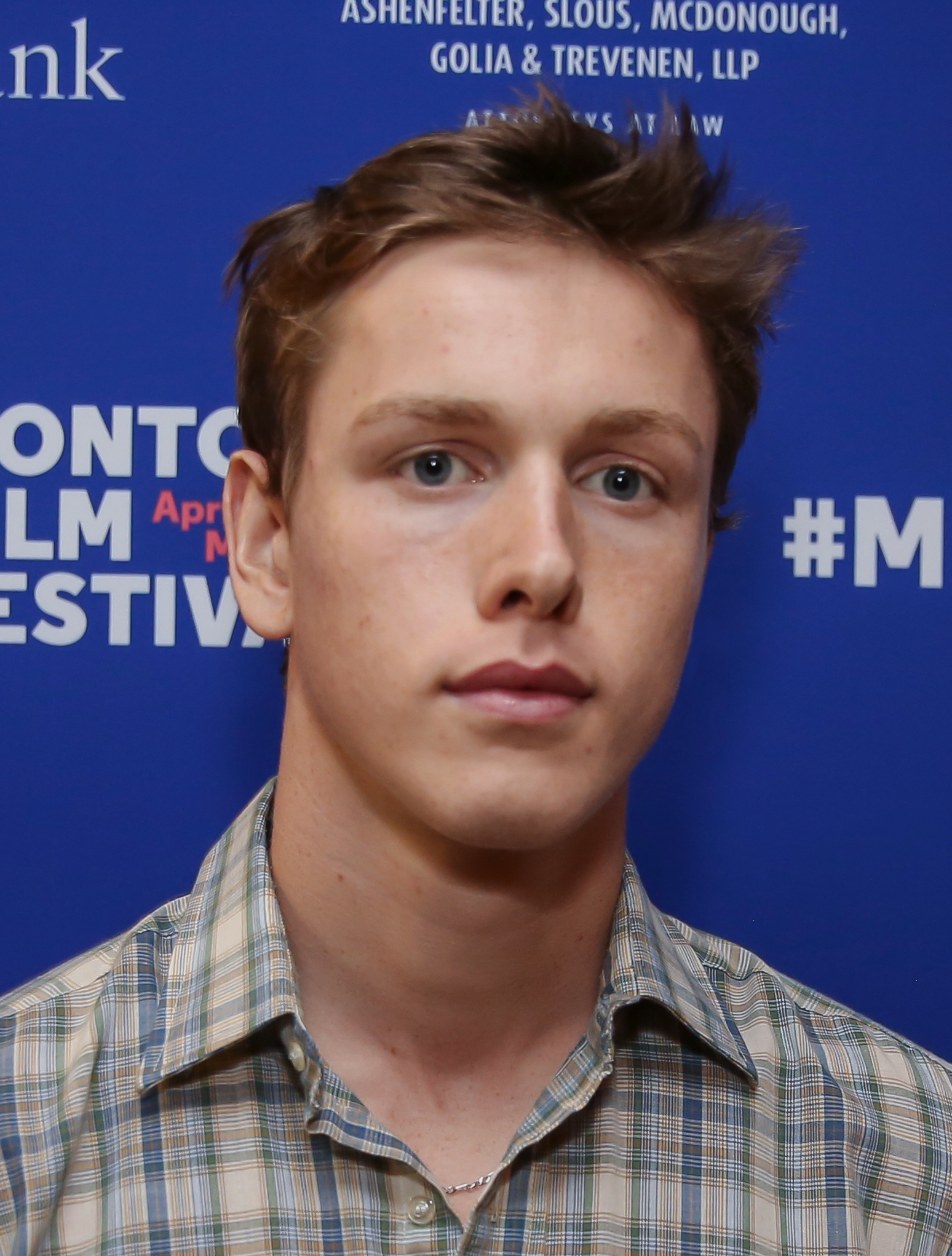
Harris Dickinson spielt in der Hauptrolle Frankie

Jana Weiss von Zeit Online beschreibt Beach Rats als eine poetische Coming-of-Age-Geschichte über einen schwulen jungen Mann auf Coney Island und als einen Film, der wie ein Lana-del-Rey-Video wirke. Wie zerrissen Frankie innerlich tatsächlich ist, könne man nur erahnen, so Weiss weiter, denn Hittman wage es nicht, ihrem Protagonisten zu nahe zu treten. Daher gebe es auch keine künstlichen, pseudotiefgründigen Sätze, die kein Mensch jemals wirklich sagen würde, und stattdessen fange die Kamera das ein, was auch für Frankie und seine Freunde das Wichtigste zu sein scheint. Weiss resümiert: „Beach Rats ist keine wirkliche Coming-out-, sondern eher eine Coming-of-Age-Geschichte über die Frage, was man sich vom Leben erwartet, oder nein, erst mal von den Sommerferien. Es ist eine sanfte Milieustudie, die nie den Anstrich von Elendstourismus hat, die nie wertet, sondern nur beobachtet und aufzeichnet.“
Frank Hermann vom queeren Berliner Stadtmagazin Siegessäule hebt in seiner Kritik die preiswürdige Kameraarbeit von Hélène Louvart hervor. Der junge britische Schauspieler Harris Dickinson als Frankie gebe mit seinen traurigen Augen und dem sehnsüchtigen Schmollmund einen so glaubwürdigen Lost Boy, dass es unter die Haut gehe, so Hermann weiter.
In der Jurybegründung für die Auszeichnung mit dem NDR-Nachwuchspreis, die der Film im Rahmen des Filmfests Hamburg erhalten hatte, heißt es: „Mit beeindruckender Souveränität lässt uns die Regisseurin zusammen mit ihrer Hauptfigur durch den Sommer in Brooklyn auf einen Abgrund zu driften. Die Geschichte fesselt von der ersten Sekunde an. Beach Rats versteckt sich nicht hinter ästhetischen Spielereien oder erzählerischen Skurrilitäten, sondern bezieht emotional Haltung und ist dabei so zärtlich, sinnlich, direkt, pulsierend und verletzlich, dass wir bewegt das Kino verlassen und uns bewusst sind, was Filmemachen bedeutet: Liebe zum Zuschauer.“

### Einsatz im Unterricht
Das Onlineportal kinofenster.de empfiehlt den Film für die Unterrichtsfächer Englisch, Kunst, Psychologie, Ethik und Religion und bietet Materialien zum Film für den Unterricht. Dort schreibt Jan-Philipp Kohlmann, im Englischunterricht könne eine Recherche zur Bedeutung des Filmtitels als Einstieg für eine Figurenanalyse genutzt werden. Im Mittelpunkt sollte anschließend Frankies unausgesprochenes Gefühlsleben stehen, seine Identitätssuche und die Gründe, warum er selbst verständnisvollen Personen gegenüber ein Coming-out vermeidet, so Kohlmann weiter. In diesem Zusammenhang könnten die Schüler auch einen Satz von Frankies Freundin Simone diskutieren. Auch eine genaue Auseinandersetzung mit der Mise-en-Scène von Eliza Hittman und der Musik von Nicholas Leone sei für die Filmanalyse unverzichtbar, da ein Großteil der Handlungskonflikte nicht in den Dialogen, sondern in der Bildsprache verhandelt würden, so Kohlmann.

### Auszeichnungen (Auswahl)
Artios Awards 2018
- Auszeichnung in der Kategorie Low Budget – Comedy or Drama[19]

Deauville Film Festival 2017
- Nominierung für den Grand Prix Le Palmarès (Eliza Hittman)[20][21]

Festival du Film LGBT Chéries Chéris 2017
- Nominierung als Bester Film für den großen Preis im Wettbewerb (Eliza Hittman)[22]

Filmfest Hamburg 2017
- Auszeichnung mit dem NDR-Nachwuchspreis[23]

Gotham Awards 2017
- Nominierung als Beste/-r Nachwuchsschauspieler/-in (Harris Dickinson)[24]

Independent Film Festival of Boston 2017
- Auszeichnung als Bester Spielfilm mit dem Großen Preis der Jury (Eliza Hittman)

Internationales Filmfestival von Locarno 2017
- Nominierung für den Goldenen Leoparden – Filmmakers of the present (Eliza Hittman)

Independent Spirit Awards 2018
- Nominierung für die Beste Kamera (Hélène Louvart)
- Nominierung als Bester Hauptdarsteller (Harris Dickinson)[25]

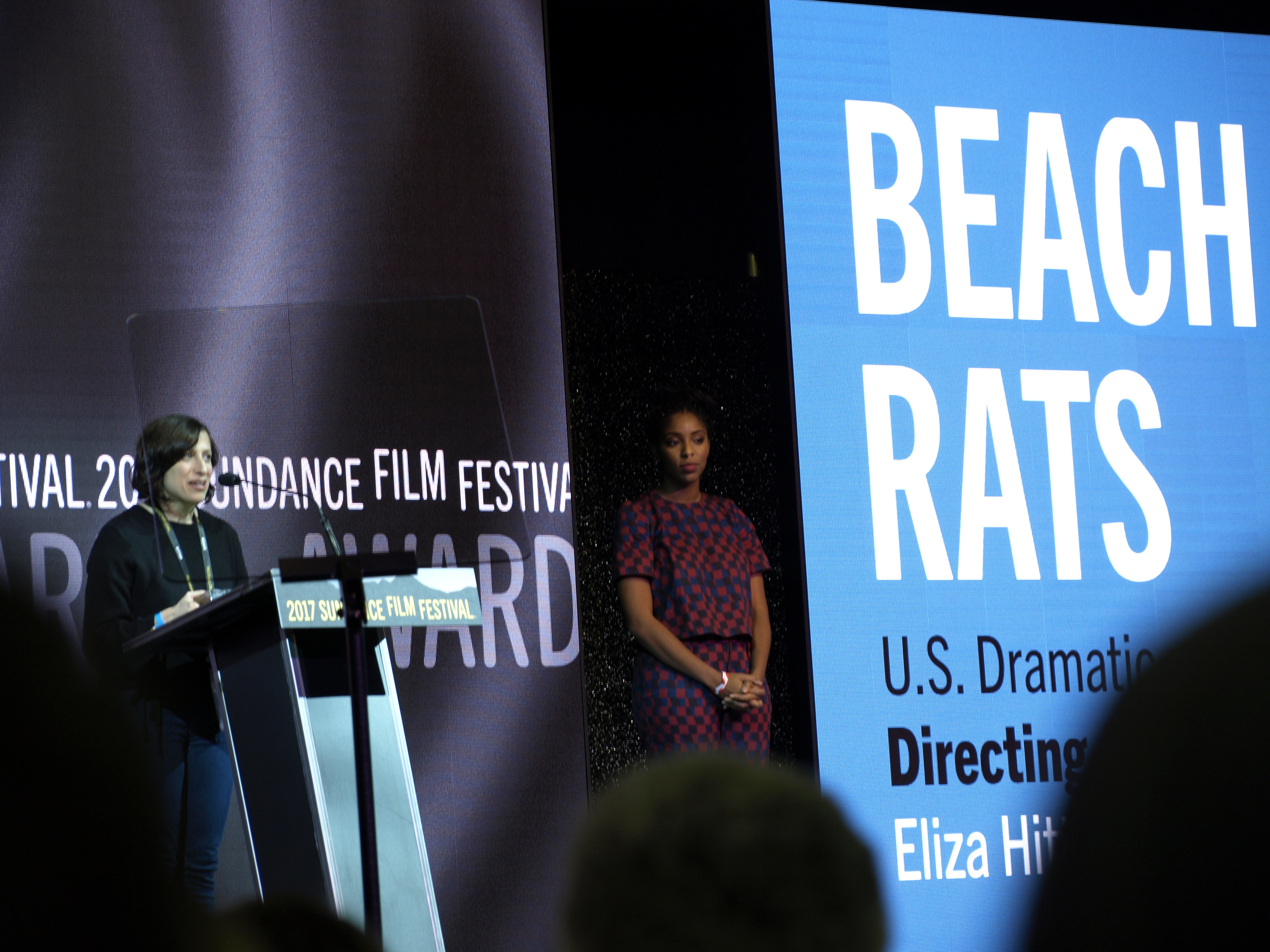
Eliza Hittman und Jody Hill beim Sundance Film Festival 2017

London Critics’ Circle Film Awards 2018
- Nominierung als Bester britischer Nachwuchsdarsteller (Harris Dickinson)

Seattle International Film Festival 2017
- Nominierung als Bester Spielfilm für den Großen Preis der Jury (Eliza Hittman)

Sundance Film Festival 2017
- Nominierung als Wettbewerbsfilm im U.S. Dramatic Competition
- Auszeichnung mit dem Directing Award – U.S. Dramatic (Eliza Hittman)[26]